# Milla Jansen
Milla Jansen, född 29 november 2006, är en australisk simmare.

## Karriär
Vid kortbane-VM 2024 i Budapest var Jansen en del av Australiens kapplag som tog silver på 4×100 meter frisim och brons på 4×200 meter frisim.